# 平熙
平 熙（へい き、生没年不詳）は、五胡十六国時代の前燕の人物。

## 生涯
咸康3年（337年）9月、鮮卑慕容部の大人慕容皝は文武諸官の編成を行い、宋晃・張泓とともに将軍に任じられた。
光寿元年（357年）5月、撫軍将軍慕容垂・中軍将軍慕容虔とともに歩騎8万を率いて塞北の勅勒を攻めた。勅勒を破り、10万余を討ち取り、馬13万匹・牛羊数十万頭を得た。
12月、皇帝慕容儁の指示により、昌黎郡・遼東郡の二郡に慕容廆、范陽郡・燕郡の二郡に慕容皝の廟を造ることになった。平熙は将作大匠に任じられ、二人の廟の製造監督を行った。
これ以後の事績は、史書に記されていない。